# Radio Disney (Paraguay)
Radio Disney (96.5 FM) es una emisora radial paraguaya de frecuencia modulada ubicada en la ciudad de Asunción y transmite desde sus oficinas de la calle Parirí 834 en el Área Metropolitana de Asunción. Anteriormente transmitía desde San Lorenzo, cuyas oficinas estaban en la calle Manuel Ortiz Guerrero N.º 435 e/Hernandarias. Pertenece a Filmagic Entertainment y el grupo JBB. Está afiliada a la cadena Radio Disney Latinoamérica.

## Historia
Radio Disney es una radio musical de éxitos en español e inglés que transmite las 24 horas del día con un elenco de locutores integrado por jóvenes estudiantes de locución. La programación está destinada a niños y adolescentes. Esta emisora fue la segunda estación de radio en la red latinoamericana de Radio Disney.  
Algunos locutores más destacados que pasaron por los micrófonos de la 96.5 fueron Andrea Laguna, Rocío Cañete, Orlando Riveros, Melissa Quiñónez, Paul Landó entre otros y los programas con el que empezó a crecer Radio Disney Paraguay fueron: Disney Up, Disney Chart, Ranking Disney, Club D, Noche Mágica, Club de Clubes. También pasaron artistas conocidos como Juanes, Mambrú entre otros.
De la mano del Grupo JBB, radio Disney fue formando parte de un grupo de medios que conforman este conglomerado. Se destacan el canal paraguayo Unicanal, Trece, Radio Farra, Radio Uno, etc.

## Frecuencias

### Actual
- Radio Disney - 96.5 FM

### Anterior
- Classic FM - 96.5 FM